# Piotr Morawski
Piotr Morawski (27. prosince 1976 Varšava – 8. dubna 2009, Dhaulágirí, Nepál) byl polský horolezec, který se nejvíce proslavil prvním zimním výstupem na Šiša Pangmu. Zahynul v roce 2009 na Dhaulágirí.

## Horolezecké úspěchy
Jeho první pokus o výstup na osmitisícovku byl neúspěšný pokus o první zimní výstup na K2 v roce 2003 pod vedením Krzysztofa Wielickeho. Během této výpravy se on a Děnis Urubko dostali do výšky 7650 metrů, což byl do 16. ledna 2021 výškový rekord na K2 v zimě. O rok později se pokoušel rovněž v zimě a opět neúspěšně o Šiša Pangmu. Na vrchol této hory se mu však podařilo vystoupit poprvé v zimním období v roce 2005 spolu se Simone Morem. Dvakrát se neúspěšně pokoušel o Annapurnu. Roku 2006 úspěšně vystoupil na Čo Oju a Broad Peak. Při těchto výstupech byl poprvé jeho partnerem slovenský horolezec Peter Hámor. O rok později se Morawski, Hámor a Josef Kopold neúspěšně pokoušeli o prvovýstup západní stěnou K2. V roce 2008 dokázali Morawski s Hámorem během 14 dnů vystoupit na vrchol Gašerbrumu I a Gašerbrumu II.
Za záchranu několika horolezců na Annapurně byl Morawski vyznamenán cenou fair play.

## Smrt
Morawski a Hámor se v dubnu 2009 vydali na dvojvýpravu k Dhaulágirí a Manáslu. Než se však vůbec mohli pokusit o výstup na Dhaulágirí, Morawski spadl při sestupu z prvního tábora zpět do základního tábora ve výšce 5760 metrů do ledovcové trhliny o hloubce asi 30 metrů. Hámor k němu sestoupil a podařilo se mu Morawskeho vytáhnout, ale zanedlouho Morawski svým zraněním podlehl. Krátce po své smrti byl Morawski vyznamenán tehdejším polským prezidentem Lechem Kaczynskim řádem Polonia Restituta za rozvoj polského horolezectví a za proslavení Polska ve světě. Morawski po sobě zanechal ženu Olgu a dva syny.

## Úspěšné výstupy na osmitisícovky
- 2005 Šiša Pangma (8013 m)
- 2006 Čo Oju (8201 m)
- 2006 Broad Peak (8047 m)
- 2007 Nanga Parbat (8125 m)
- 2008 Gašerbrum I (8068 m)
- 2008 Gašerbrum II (8035 m)